# Saint-Jean-du-Pin
Pour les articles homonymes, voir Saint-Jean.
Saint-Jean-du-Pin est une commune française située dans le nord du département du Gard, en région Occitanie.
Exposée à un climat méditerranéen, elle est drainée par l'Alzon et par un autre cours d'eau. La commune possède un patrimoine naturel remarquable composé d'une zone naturelle d'intérêt écologique, faunistique et floristique.
Saint-Jean-du-Pin est une commune rurale qui compte 1 531 habitants en 2022, après avoir connu une forte hausse de la population depuis 1962. Elle est dans l'agglomération d'Alès et fait partie de l'aire d'attraction d'Alès. Ses habitants et habitantes sont appelés les Pinins et Pininques.

## Géographie
Située à 3 km à l'ouest-sud-ouest d'Alès, non loin du département de la Lozère, Saint-Jean-du-Pin est une commune du piémont cévenol, avec ses paysages vallonnés de collines calcaires et boisées, entaillées par des ruisseaux qui peuvent devenir des torrents impétueux pendant les grosses pluies d'automne (l'Alzon et le Lionnais).
Son originalité est liée à son positionnement, inséré entre deux grands ensembles actuellement portés par une forte dynamique :
- Alès et sa plaine urbanisée ;
- les massifs cévenols parsemés de villages touristiques.

La commune s'étale sur des espaces de nature très différents : forêts de chênes verts et de châtaigniers, zones inondables très rapidement lors d'épisodes orageux, dénivelés importants.
L'enjeu majeur est aujourd'hui de répondre à une forte pression foncière et urbaine du fait de sa très grande proximité avec la ville d'Alès et la venue régulière de nouveaux habitants à la retraite. Il s'agit à la fois de répondre à cette évolution mais également d'assurer la préservation de l'identité culturelle et paysagère de la commune.
La commune s'est dotée d'un nouveau Plan Local d'Urbanisme en 2012.

### Communes limitrophes
| Saint-Paul-la-Coste            | Cendras           |                         |
| Saint-Sébastien-d'Aigrefeuille | Saint-Jean-du-Pin | Alès                    |
| Générargues                    | Bagard            | Saint-Christol-lez-Alès |

### Climat
Pour des articles plus généraux, voir Climat de l'Occitanie et Climat du Gard.
En 2010, le climat de la commune est de type climat méditerranéen franc, selon une étude s'appuyant sur une série de données couvrant la période 1971-2000. En 2020, Météo-France publie une typologie des climats de la France métropolitaine dans laquelle la commune est exposée à un climat méditerranéen et est dans la région climatique Provence, Languedoc-Roussillon, caractérisée par une pluviométrie faible en été, un très bon ensoleillement (2 600 h/an), un été chaud (21,5 °C), un air très sec en été, sec en toutes saisons, des vents forts (fréquence de 40 à 50 % de vents > 5 m/s) et peu de brouillards.
Pour la période 1971-2000, la température annuelle moyenne est de 13,4 °C, avec une amplitude thermique annuelle de 17 °C. Le cumul annuel moyen de précipitations est de 1 136 mm, avec 7,6 jours de précipitations en janvier et 3,8 jours en juillet. Pour la période 1991-2020, la température moyenne annuelle observée sur la station météorologique la plus proche, située sur la commune de Saint-Christol-lès-Alès à 4 km à vol d'oiseau, est de 15,0 °C et le cumul annuel moyen de précipitations est de 1 046,5 mm,. Pour l'avenir, les paramètres climatiques de la commune estimés pour 2050 selon différents scénarios d’émission de gaz à effet de serre sont consultables sur un site dédié publié par Météo-France en novembre 2022.

### Milieux naturels et biodiversité

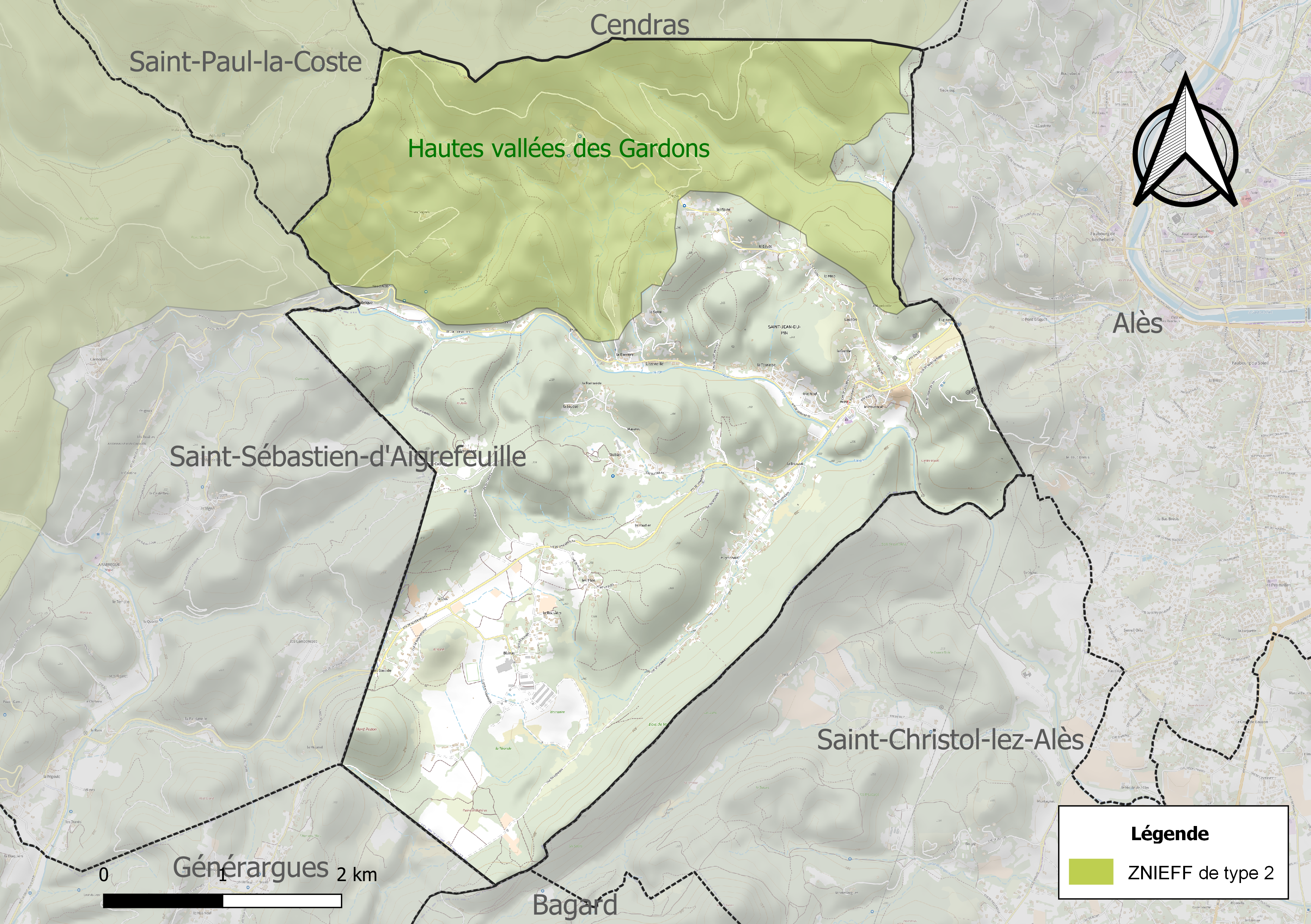
Carte de la ZNIEFF de type 2 localisée sur la commune.

L’inventaire des zones naturelles d'intérêt écologique, faunistique et floristique (ZNIEFF) a pour objectif de réaliser une couverture des zones les plus intéressantes sur le plan écologique, essentiellement dans la perspective d’améliorer la connaissance du patrimoine naturel national et de fournir aux différents décideurs un outil d’aide à la prise en compte de l’environnement dans l’aménagement du territoire.
Une ZNIEFF de type 2 est recensée sur la commune :
les « Hautes vallées des Gardons » (73 898 ha), couvrant 48 communes dont 27 dans le Gard et 21 dans la Lozère.

## Urbanisme

### Typologie
Au 1er janvier 2024, Saint-Jean-du-Pin est catégorisée commune rurale à habitat dispersé, selon la nouvelle grille communale de densité à sept niveaux définie par l'Insee en 2022.
Elle appartient à l'unité urbaine d'Alès, une agglomération intra-départementale regroupant 22  communes, dont elle est une commune de la banlieue,,. Par ailleurs la commune fait partie de l'aire d'attraction d'Alès, dont elle est une commune de la couronne,. Cette aire, qui regroupe 64 communes, est catégorisée dans les aires de 50 000 à moins de 200 000 habitants,.

### Occupation des sols
L'occupation des sols de la commune, telle qu'elle ressort de la base de données européenne d’occupation biophysique des sols Corine Land Cover (CLC), est marquée par l'importance des forêts et milieux semi-naturels (79,4 % en 2018), en diminution par rapport à 1990 (80,3 %). La répartition détaillée en 2018 est la suivante : 
forêts (68,5 %), milieux à végétation arbustive et/ou herbacée (10,8 %), zones urbanisées (10,4 %), zones agricoles hétérogènes (7,2 %), prairies (3,1 %). L'évolution de l’occupation des sols de la commune et de ses infrastructures peut être observée sur les différentes représentations cartographiques du territoire : la carte de Cassini (XVIIIe siècle), la carte d'état-major (1820-1866) et les cartes ou photos aériennes de l'IGN pour la période actuelle (1950 à aujourd'hui).

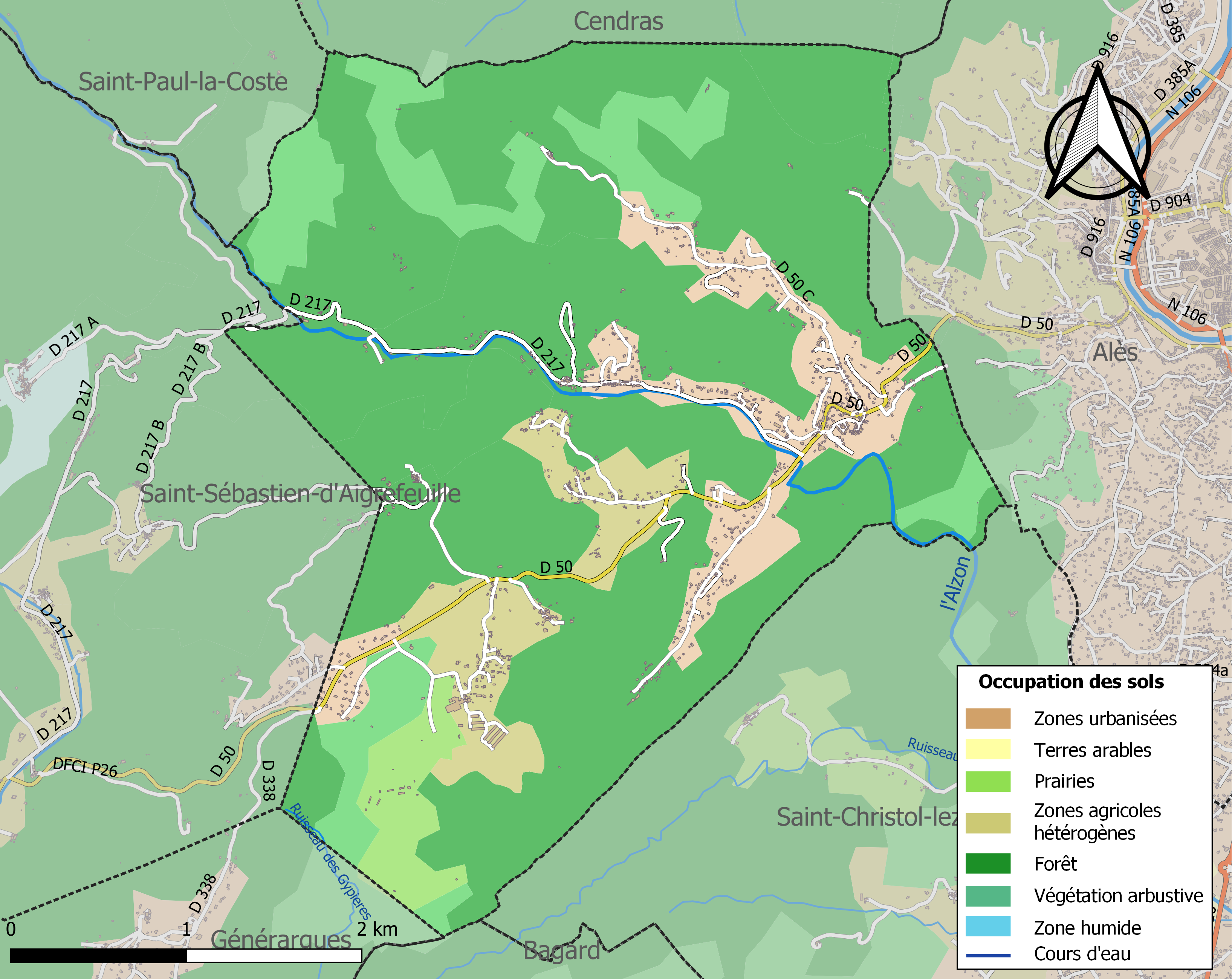
Carte des infrastructures et de l'occupation des sols de la commune en 2018 (CLC).

### Risques majeurs
Le territoire de la commune de Saint-Jean-du-Pin est vulnérable à différents aléas naturels : météorologiques (tempête, orage, neige, grand froid, canicule ou sécheresse), inondations, feux de forêts, mouvements de terrains et séisme (sismicité faible). Il est également exposé à un risque technologique,  et  le risque industriel, et à un risque particulier : le risque de radon. Un site publié par le BRGM permet d'évaluer simplement et rapidement les risques d'un bien localisé soit par son adresse soit par le numéro de sa parcelle.

#### Risques naturels
La commune fait partie du territoire à risques importants d'inondation (TRI) d'Alès, regroupant 37 communes autour d'Alès, un des 31 TRI qui ont été arrêtés fin 2012 sur le bassin Rhône-Méditerranée, retenu au regard des risques de débordements de la Cèze et des Gardons. Parmi les dernières crues significatives qui ont touché le territoire figurent celles de 1958 et de septembre 2002. Des cartes des surfaces inondables ont été établies pour trois scénarios : fréquent (crue de temps de retour de 10 ans à 30 ans), moyen (temps de retour de 100 ans à 300 ans) et extrême (temps de retour de l'ordre de 1 000 ans, qui met en défaut tout système de protection),. La commune a été reconnue en état de catastrophe naturelle au titre des dommages causés par les inondations et coulées de boue survenues en 1982, 1987, 1995, 2002, 2006, 2008 et 2014,.

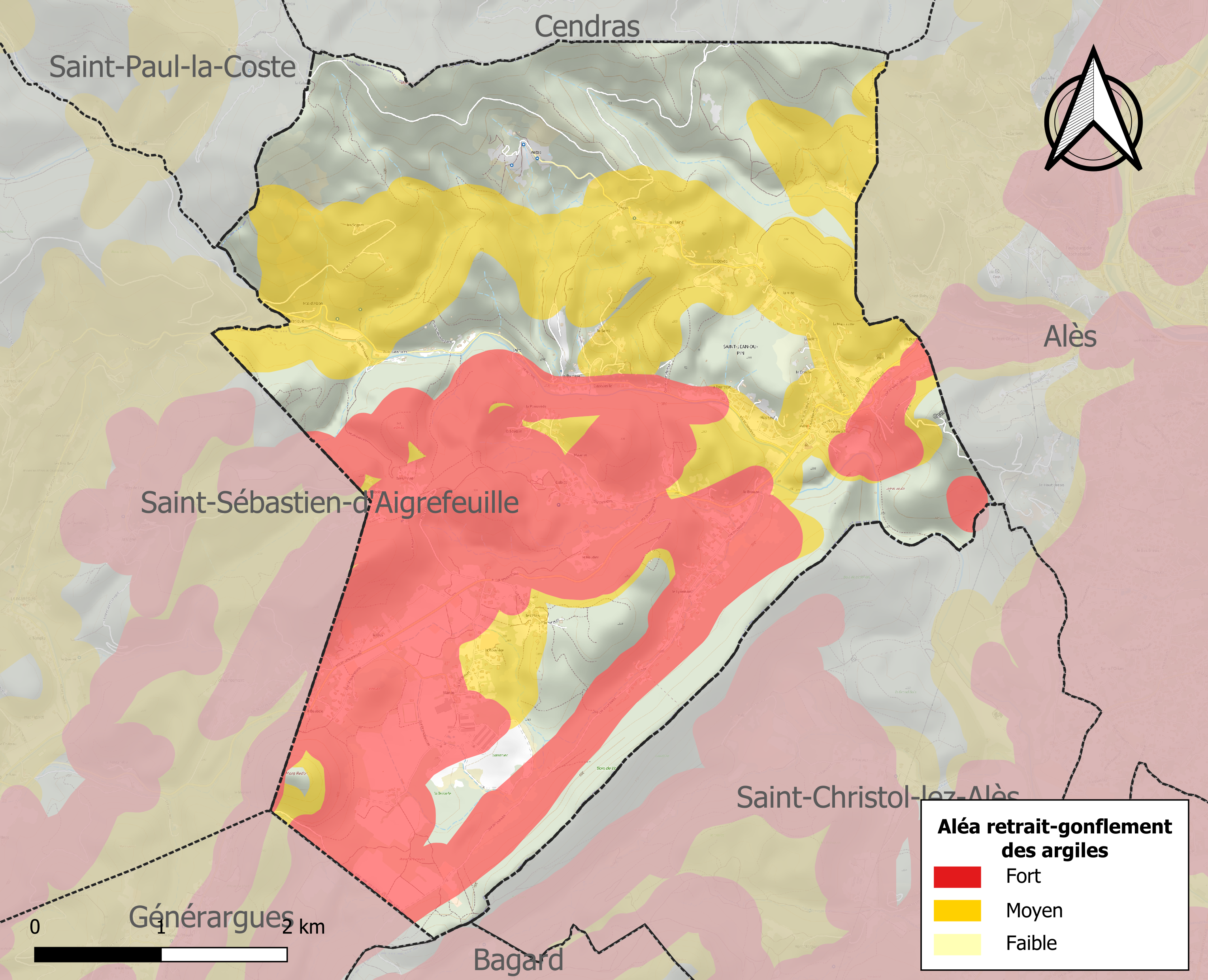
Carte des zones d'aléa retrait-gonflement des sols argileux de Saint-Jean-du-Pin.

La commune est vulnérable au risque de mouvements de terrains constitué principalement du retrait-gonflement des sols argileux. Cet aléa est susceptible d'engendrer des dommages importants aux bâtiments en cas d’alternance de périodes de sécheresse et de pluie. 65,5 % de la superficie communale est en aléa moyen ou fort (67,5 % au niveau départemental et 48,5 % au niveau national). Sur les 634 bâtiments dénombrés sur la commune en 2019, 586 sont en aléa moyen ou fort, soit 92 %, à comparer aux 90 % au niveau départemental et 54 % au niveau national. Une cartographie de l'exposition du territoire national au retrait gonflement des sols argileux est disponible sur le site du BRGM,.
Par ailleurs, afin de mieux appréhender le risque d’affaissement de terrain, l'inventaire national des cavités souterraines permet de localiser celles situées sur la commune.

#### Risques technologiques
La commune est exposée au risque industriel du fait de la présence sur son territoire d'une entreprise soumise à la directive européenne SEVESO.

#### Risque particulier
Dans plusieurs parties du territoire national, le radon, accumulé dans certains logements ou autres locaux, peut constituer une source significative d’exposition de la population aux rayonnements ionisants. Certaines communes du département sont concernées par le risque radon à un niveau plus ou moins élevé. Selon la classification de 2018, la commune de Saint-Jean-du-Pin est classée en zone 3, à savoir zone à potentiel radon significatif.

## Histoire
Son architecture présente plusieurs mas anciens qui témoignent de son passé agricole et séricicole. Son agencement en village et multiples hameaux lui confère encore les caractères d'une commune rurale d'inspiration cévenole.
Au cours de la Révolution française, la commune porte provisoirement les noms de Dupin et de Pin.

## Politique et administration

### Liste des maires et mairesses
| Période                                  | Période   | Identité             | Étiquette      | Qualité                    |
| ---------------------------------------- | --------- | -------------------- | -------------- | -------------------------- |
| mars 1989                                | mars 2008 | Michel Plantier      | PCF            |                            |
| mars 2008                                | juin 2020 | Éric Maubernard      | PCF            | Retraité fonction publique |
| Juin 2020                                | En cours  | Julie Lopez-Dubreuil | sans étiquette |                            |
| Les données manquantes sont à compléter. |           |                      |                |                            |

### Politique environnementale

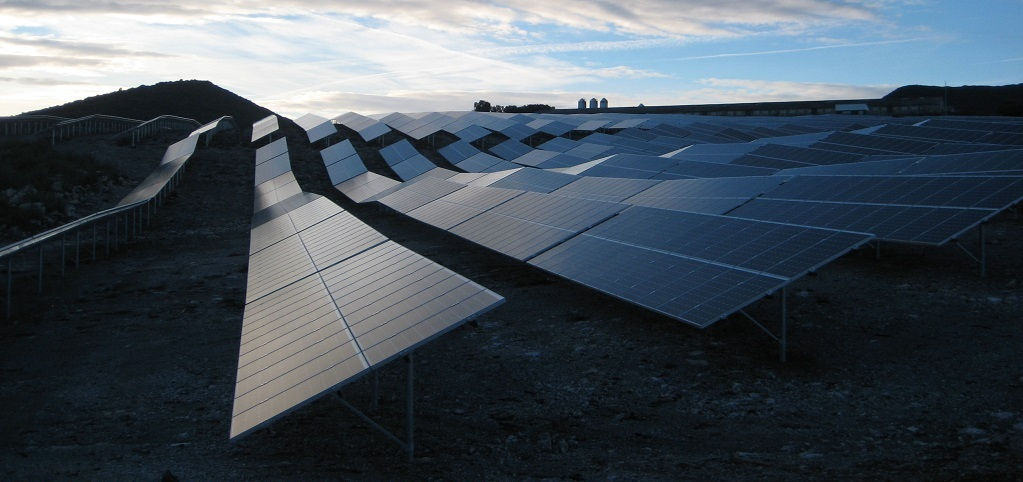
Centrale solaire Saint-jean-du-pin

Depuis novembre 2014, une centrale photovoltaïque occupe le territoire de la commune. Il s'agit de la première centrale de ce type dans le département du Gard. La centrale est constituée de 27 500 panneaux photovoltaïques et possède une puissance de 7,1 mégawatts-crête. Elle permet d'alimenter en électricité 7 500 personnes (hors chauffage).

## Population et société

### Démographie
L'évolution du nombre d'habitants est connue à travers les recensements de la population effectués dans la commune depuis 1793. Pour les communes de moins de 10 000 habitants, une enquête de recensement portant sur toute la population est réalisée tous les cinq ans, les populations de référence des années intermédiaires étant quant à elles estimées par interpolation ou extrapolation. Pour la commune, le premier recensement exhaustif entrant dans le cadre du nouveau dispositif a été réalisé en 2008.

En 2022, la commune comptait 1 531 habitants, en évolution de +1,32 % par rapport à 2016 (Gard : +2,97 %, France hors Mayotte : +2,11 %).
| 1793 | 1800 | 1806 | 1821 | 1831 | 1836 | 1841 | 1846 | 1851 |
| ---- | ---- | ---- | ---- | ---- | ---- | ---- | ---- | ---- |
| 413  | 395  | 382  | 411  | 520  | 504  | 489  | 560  | 609  |

| 1856 | 1861 | 1866 | 1872 | 1876 | 1881 | 1886 | 1891 | 1896 |
| ---- | ---- | ---- | ---- | ---- | ---- | ---- | ---- | ---- |
| 638  | 589  | 528  | 613  | 602  | 573  | 542  | 537  | 555  |

| 1901 | 1906 | 1911 | 1921 | 1926 | 1931 | 1936 | 1946 | 1954 |
| ---- | ---- | ---- | ---- | ---- | ---- | ---- | ---- | ---- |
| 592  | 625  | 638  | 559  | 628  | 595  | 605  | 601  | 726  |

| 1962 | 1968 | 1975 | 1982  | 1990  | 1999  | 2006  | 2008  | 2013  |
| ---- | ---- | ---- | ----- | ----- | ----- | ----- | ----- | ----- |
| 779  | 790  | 847  | 1 131 | 1 231 | 1 219 | 1 277 | 1 294 | 1 426 |

| 2018  | 2022  | - | - | - | - | - | - | - |
| ----- | ----- | - | - | - | - | - | - | - |
| 1 512 | 1 531 | - | - | - | - | - | - | - |

### Enseignement
Saint-Jean-du-Pin dépend de l'Académie de Montpellier. Les élèves commencent leur scolarité à l'école maternelle, puis primaire de la commune.

### Manifestations culturelles et festivités
Saint-Jean-du-Pin organise sur son sol, depuis 1989, le Festival du Rythme. Chaque année, il regroupe sur plusieurs soirs, la troisième semaine de Juillet, une demi-douzaine d'artistes de la scène musicale actuelle, locale comme nationale.

## Économie

### Revenus
En 2018  (données Insee publiées en septembre 2021), la commune compte 628 ménages fiscaux, regroupant 1 515 personnes. La médiane du revenu disponible par unité de consommation est de 20 760 € (20 020 € dans le département).

### Emploi
|                | 2008   | 2013  | 2018   |
| -------------- | ------ | ----- | ------ |
| Commune        | 7,3 %  | 6,6 % | 13,4 % |
| Département    | 10,6 % | 12 %  | 12 %   |
| France entière | 8,3 %  | 10 %  | 10 %   |

En 2018, la population âgée de 15 à 64 ans s'élève à 889 personnes, parmi lesquelles on compte 74,5 % d'actifs (61,1 % ayant un emploi et 13,4 % de chômeurs) et 25,5 % d'inactifs,. En  2018, le taux de chômage communal (au sens du recensement) des 15-64 ans est supérieur à celui du département et de la France, alors qu'en 2008 la situation était inverse.
La commune fait partie de la couronne de l'aire d'attraction d'Alès, du fait qu'au moins 15 % des actifs travaillent dans le pôle,. Elle compte 112 emplois en 2018, contre 112 en 2013 et 155 en 2008. Le nombre d'actifs ayant un emploi résidant dans la commune est de 557, soit un indicateur de concentration d'emploi de 20,2 % et un taux d'activité parmi les 15 ans ou plus de 54,2 %.
Sur ces 557 actifs de 15 ans ou plus ayant un emploi, 76 travaillent dans la commune, soit 14 % des habitants. Pour se rendre au travail, 92,1 % des habitants utilisent un véhicule personnel ou de fonction à quatre roues, 1,6 % les transports en commun, 3 % s'y rendent en deux-roues, à vélo ou à pied et 3,2 % n'ont pas besoin de transport (travail au domicile).

### Activités hors agriculture

#### Secteurs d'activités
128 établissements sont implantés  à Saint-Jean-du-Pin au 31 décembre 2019. Le tableau ci-dessous en détaille le nombre par secteur d'activité et compare les ratios avec ceux du département,.
| Secteur d'activité                                                                                        | Commune | Commune | Département |
| Secteur d'activité                                                                                        | Nombre  | %       | %           |
| --- | ------- | ------- | ----------- |
| Ensemble                                                                                                  | 128     | 100 %   | (100 %)     |
| Industrie manufacturière, industries extractives et autres                                                | 20      | 15,6 %  | (7,9 %)     |
| Construction                                                                                              | 24      | 18,8 %  | (15,5 %)    |
| Commerce de gros et de détail, transports, hébergement et restauration                                    | 29      | 22,7 %  | (30 %)      |
| Information et communication                                                                              | 4       | 3,1 %   | (2,2 %)     |
| Activités financières et d'assurance                                                                      | 2       | 1,6 %   | (3 %)       |
| Activités immobilières                                                                                    | 2       | 1,6 %   | (4,1 %)     |
| Activités spécialisées, scientifiques et techniques et activités de services administratifs et de soutien | 14      | 10,9 %  | (14,9 %)    |
| Administration publique, enseignement, santé humaine et action sociale                                    | 22      | 17,2 %  | (13,5 %)    |
| Autres activités de services                                                                              | 11      | 8,6 %   | (8,8 %)     |

Le secteur du commerce de gros et de détail, des transports, de l'hébergement et de la restauration est prépondérant sur la commune puisqu'il représente 22,7 % du nombre total d'établissements de la commune (29 sur les 128 entreprises implantées  à Saint-Jean-du-Pin), contre 30 % au niveau départemental.

#### Entreprises et commerces
L'entreprise ayant son siège social sur le territoire communal qui génère le plus de chiffre d'affaires en 2020 est : 
- Bernard Salvi, travaux de maçonnerie générale et gros œuvre de bâtiment (94 k€)

### Agriculture
|               | 1988 | 2000 | 2010 | 2020 |
| ------------- | ---- | ---- | ---- | ---- |
| Exploitations | 15   | 8    | 4    | 3    |
| SAU (ha)      | 40   | 36   | 4    | 10   |

La commune est dans les Cévennes, une petite région agricole occupant l'ouest du département du Gard. En 2020, l'orientation technico-économique de l'agriculture  sur la commune est l'élevage de volailles. Trois exploitations agricoles ayant leur siège dans la commune sont dénombrées lors du recensement agricole de 2020 (15 en 1988). La superficie agricole utilisée est de 10 ha,,.

## Culture locale et patrimoine

### Lieux et monuments

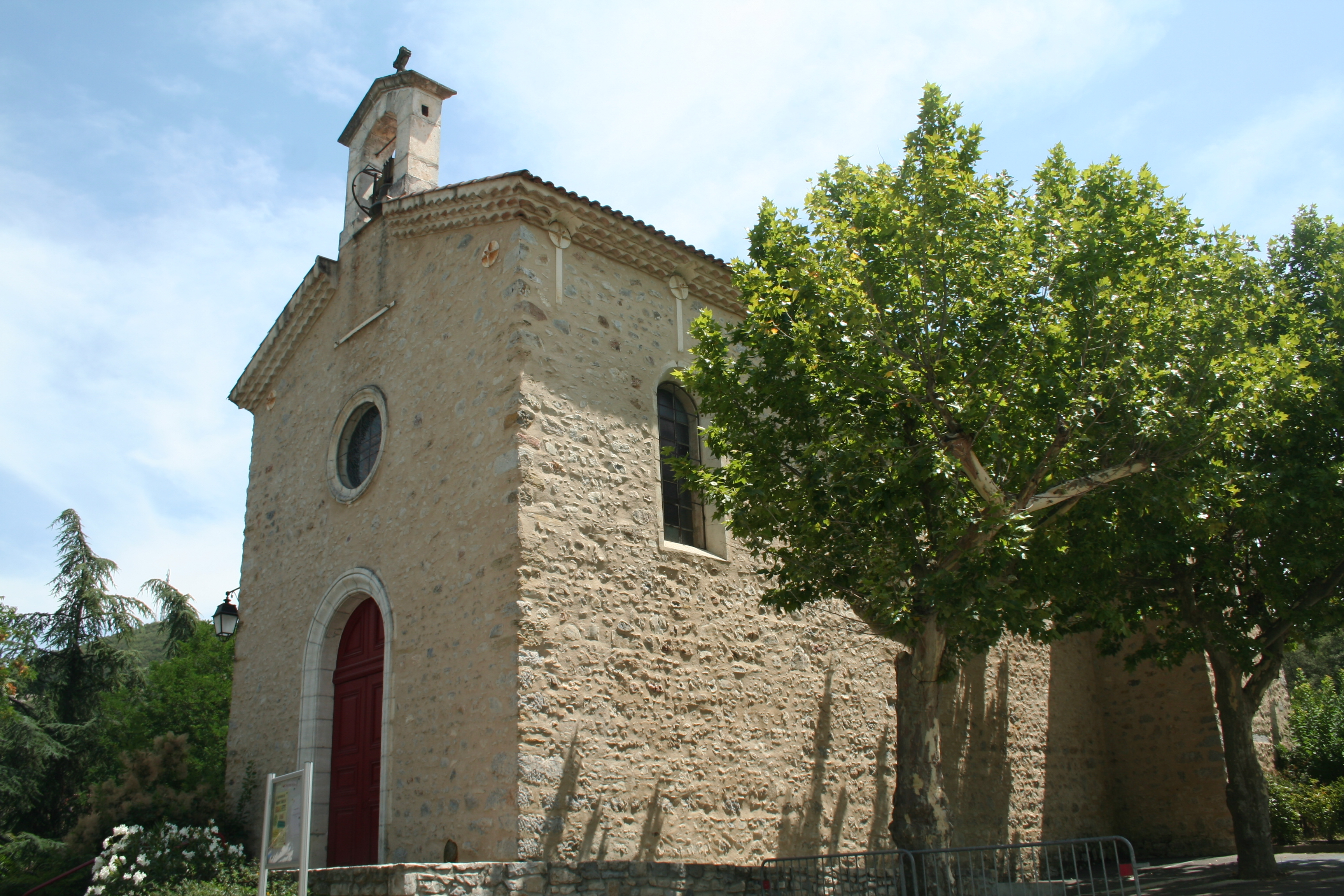
Église Saint-Jean.

La commune est classée en zone de montagne.
Boisée à 70 %, elle offre quelques sites remarquables :
- des tombes préhistoriques (-2 500 ans av. J.-C.) ;
- les tables d’orientation du Massif de Montcalm qui culmine à 563 m d'altitude ;
- le château de Sauvage datant du XVIIIe siècle et son arboretum créé par Boissier de Sauvage (essences variées et arbres centenaires : le grand cèdre et chênes-lièges) ;
- les faïsses du hameau d'Auzas, entourées d'un écrin de mimosas, offrent un espace agricole traditionnel de parcelles en étage, bordées de murets en pierres sèches ;
- le hameau de Tresmont, typique de l'habitat cévenol.
- Église Saint-Jean de Saint-Jean-du-Pin.
- Temple protestant de Saint-Jean-du-Pin.

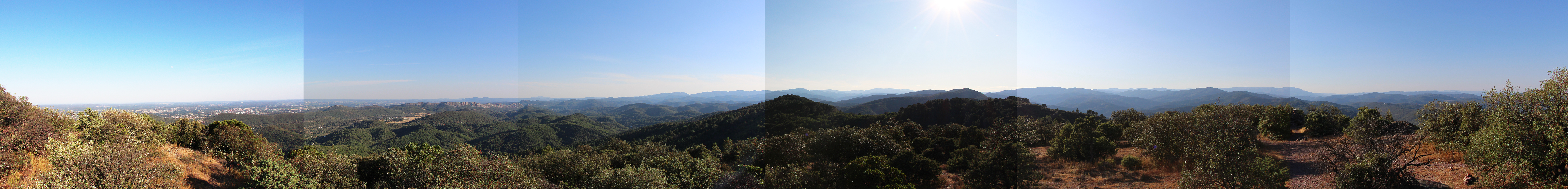
Une des 3 vues depuis les tables d'orientation situées en haut du massif du Montcalm, à Saint-Jean-du-Pin.

La commune a inauguré en 2012, à proximité de l'école, une sculpture évoquant les apprentissages scolaires. L'œuvre représente les outils que les élèves utilisent au quotidien.
Saint-Jean-du-Pin participe au concours des Villages Fleuris. La municipalité a reçu le prix de la première participation.